# Unity (New Hampshire)
Unity – miasto w Stanach Zjednoczonych, w stanie New Hampshire, w hrabstwie Sullivan.